# Quebec Aces
Quebec Aces (francouzsky Les As de Québec) byl profesionální kanadský klub ledního hokeje, který sídlil v Québecu ve stejnojmenné provincii. V letech 1959–1971 působil v profesionální soutěži American Hockey League. Před AHL klub působil v Quebec Senior Hockey League a Quebec Hockey League. Aces ve své poslední sezóně v AHL skončily ve čtvrtfinále play-off. Své domácí zápasy odehrával v hale Colisée Pepsi s kapacitou 15 176 diváků. Klubové barvy byly zelená, bílá a červená.
Zanikl v roce 1971 přestěhováním do Richmondu, kde byl založen tým Richmond Robins. Klub byl během své existence farmami celků NHL. Jmenovitě se jedná o Montreal Canadiens a Philadelphia Flyers.

## Úspěchy
- Vítěz divize – 3× (1963/64, 1964/65, 1965/66)

## Umístění v jednotlivých sezonách
Stručný přehled
Zdroj: 
- 1928–1936: Quebec City Railway-Paper League
- 1936–1941: Montreal Senior Group
- 1941–1953: Quebec Senior Hockey League
- 1953–1959: Quebec Hockey League
- 1959–1961: American Hockey League
- 1961–1967: American Hockey League (Východní divize)
- 1967–1969: American Hockey League (Západní divize)
- 1969–1971: American Hockey League (Východní divize)

Jednotlivé ročníky
Zdroj: 
Legenda: Z – zápasy, V – výhry, VP – výhry v prodloužení, R – remízy, P – porážky, PP – porážky v prodloužení, VG – vstřelené góly, OG – obdržené góly, +/- – rozdíl skóre, B – body, fialové podbarvení – reorganizace, změna skupiny či soutěže
| USA / Kanada (1959 – 1971) |                       |        |    |    |    |    |    |    |     |     |      |    |        |             |
| Sezóny                     | Liga                  | Úroveň | Z  | V  | VP | R  | PP | P  | VG  | OG  | +/-  | B  | Pozice | Play-off    |
| 1959/60                    | AHL                   | 2      | 72 | 19 | –  | 2  | –  | 51 | 178 | 333 | -155 | 40 | 7.     | –           |
| 1960/61                    | AHL                   | 2      | 72 | 30 | –  | 3  | –  | 39 | 217 | 267 | -50  | 63 | 6.     | –           |
| 1961/62                    | AHL (Východní divize) | 2      | 70 | 30 | –  | 4  | –  | 36 | 208 | 207 | +1   | 64 | 4.     | –           |
| 1962/63                    | AHL (Východní divize) | 2      | 72 | 33 | –  | 11 | –  | 28 | 206 | 210 | -4   | 77 | 4.     | –           |
| 1963/64                    | AHL (Východní divize) | 2      | 72 | 41 | –  | 1  | –  | 30 | 258 | 225 | +33  | 83 | 1.     | Finále AHL  |
| 1964/65                    | AHL (Východní divize) | 2      | 72 | 44 | –  | 2  | –  | 26 | 280 | 223 | +57  | 90 | 1.     | Čtvrtfinále |
| 1965/66                    | AHL (Východní divize) | 2      | 72 | 47 | –  | 4  | –  | 21 | 337 | 226 | +111 | 98 | 1.     | Čtvrtfinále |
| 1966/67                    | AHL (Východní divize) | 2      | 72 | 35 | –  | 7  | –  | 30 | 275 | 249 | +26  | 77 | 3.     | Čtvrtfinále |
| 1967/68                    | AHL (Západní divize)  | 2      | 72 | 33 | –  | 11 | –  | 28 | 277 | 240 | +37  | 77 | 2.     | Finále AHL  |
| 1968/69                    | AHL (Západní divize)  | 2      | 72 | 26 | –  | 14 | –  | 34 | 235 | 258 | -23  | 66 | 3.     | Finále AHL  |
| 1969/70                    | AHL (Východní divize) | 2      | 72 | 27 | –  | 6  | –  | 39 | 221 | 272 | -51  | 60 | 3.     | Čtvrtfinále |
| 1970/71                    | AHL (Východní divize) | 2      | 72 | 25 | –  | 16 | –  | 31 | 211 | 240 | -29  | 66 | 4.     | Předkolo    |